# Bittacus leptocercus
Bittacus leptocercus är en näbbsländeart som beskrevs av Navás 1934. Bittacus leptocercus ingår i släktet Bittacus och familjen styltsländor. Inga underarter finns listade i Catalogue of Life.